# Marie-Christine von Reibnitz
Księżna Michałowa z Kentu, urodzona jako baronówna Marie Christine Anna Agnes Hedwig Ida von Reibnitz (ur. 15 stycznia 1945 w Karlowych Warach) – niemiecka arystokratka o śląsko-węgiersko-austriackich korzeniach, księżna Zjednoczonego Królestwa jako żona członka Brytyjskiej Rodziny Królewskiej księcia Michała z Kentu, który jest wnukiem króla Jerzego V. Jest córką  Günthera Huberta barona von Reibnitza (urodzonego w roku 1887 w Miejscu Odrzańskim) i jego drugiej żony Marii hrabianki von Muraszombath  Ród von Reibnitz wziął nazwisko od Rybnicy w gminie Stara Kamienica na Dolnym Śląsku i był wasalem książąt śląskich z dynastii Piastów. Drugim mężem jej matki był Tadeusz Rogala-Koczorowski (1911-1989), urodzony w wielkopolskim Pamiątkowie.
Opublikowała kilka książek na temat europejskich rodzin królewskich. Marie Christine i jej mąż nie pełnili oficjalnie królewskich obowiązków w imieniu Elżbiety II, jednak reprezentowali ją czasami za granicą.

## Rodzina

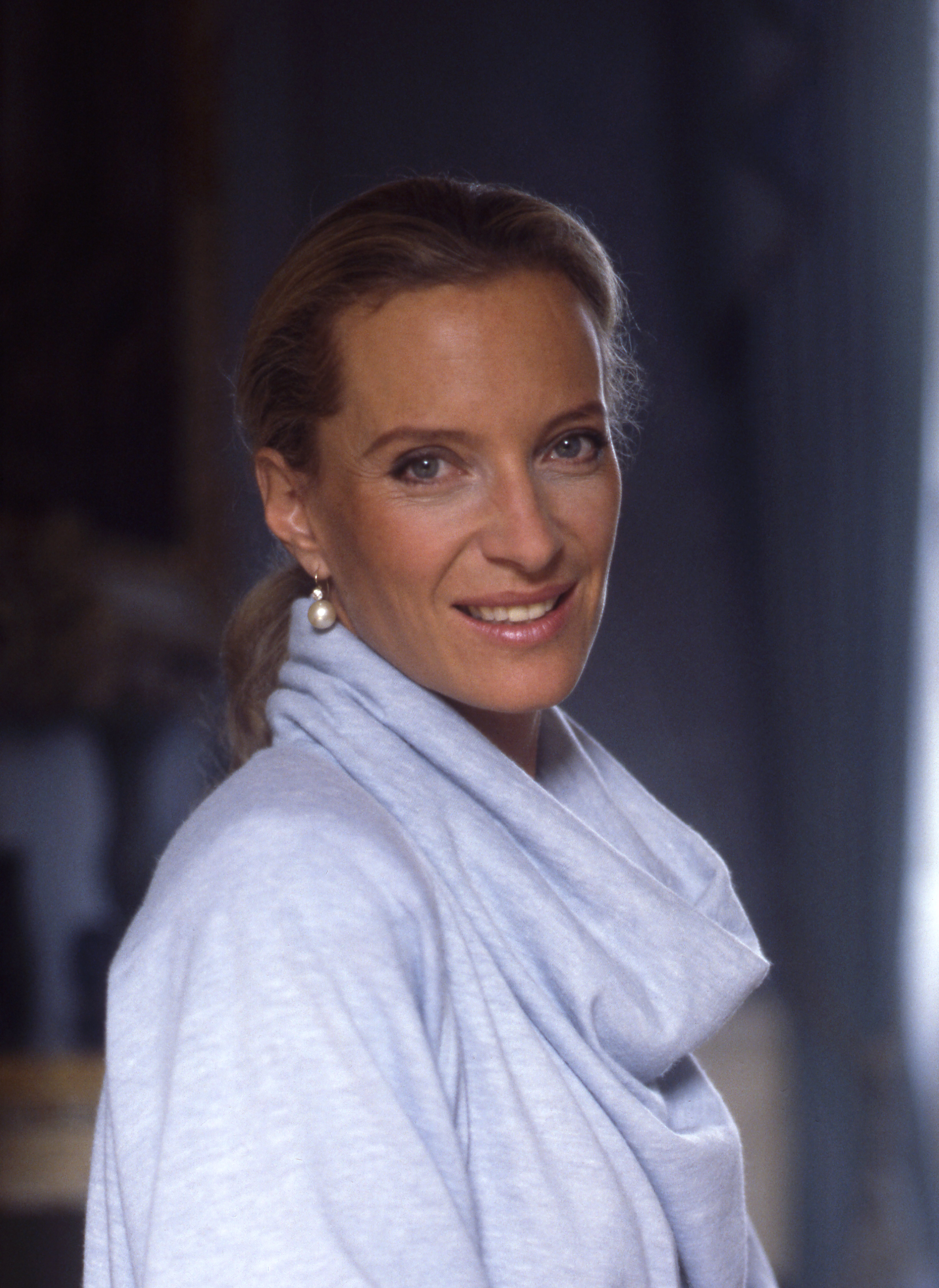
księżna Michael z Kentu w 1999 roku

Jej pierwszym mężem był brytyjski finansista Thomas Troubridge, młodszy brat Sir Petera Troubridge'a. Para pobrała się 14 września 1971 w Londynie. Ogłosili separację 2 lata później i rozwiedli się w 1977 roku. Małżeństwo zostało unieważnione przez Kościół katolicki w maju 1978 roku.
Miesiąc po oficjalnym stwierdzeniu nieważności małżeństwa, Marie Christine wzięła ślub cywilny z księciem Michałem z Kentu w Wiedniu. Ślub kościelny odbył się 29 czerwca 1983 w Londynie. Po ślubie otrzymała tytuł Jej Królewskiej Wysokości księżnej Michałowej z Kentu. Mają dwoje dzieci:
- Lorda Fryderyka Michała Jerzego Dawida Ludwika Windsora (ur. 6 kwietnia 1979 w Londynie), który poślubił Sophie Winkleman w 2009 roku
- Lady Gabriellę Marinę Alexandrę Ophelię Windsor (ur. 23 kwietnia 1981 w Londynie)

## Genealogia
| Prapradziadkowie          | Karl br. von Reibnitz Adelheid-Antonie Hentschel von Gilgenheimb  | Joseph Franziskus Neumann Emilie Seiffert                         | Friedrich br. von Eickstedt Antonie br. von Wittorf               | Nikolaus Fredrich-Alexander Krohn Katharina Biller                | Ferenc hr. Szapáry de Muraszombat Rozália Almásy de Zsadány et Törökszentmiklós | Karl Ludwig hr. von Grünne Karoline hr. von Trautmannsdorff-Weinsberg | Albert II ks. Windisch-Grätz Hedwig ks. Lobkowicz                  | Vincenz ks. von Auersperg Wilhelmine hr. Colloredo-Mansfeld        |
| Pradziadkowie             | Ernst br. von Reibnitz Emilie Neumann                             | Ernst br. von Reibnitz Emilie Neumann                             | Hugo-Julius br. von Eickstedt Ida Krohn                           | Hugo-Julius br. von Eickstedt Ida Krohn                           | László hr. Szapáry de Muraszombat Marianne hr. von Grünne                       | László hr. Szapáry de Muraszombat Marianne hr. von Grünne             | Alfred III ks. Windisch-Grätz Gabrielle ks. Auersperg              | Alfred III ks. Windisch-Grätz Gabrielle ks. Auersperg              |
| Dziadkowie                | Hans br. von Reibnitz Ida br. von Eickstedt                       | Hans br. von Reibnitz Ida br. von Eickstedt                       | Hans br. von Reibnitz Ida br. von Eickstedt                       | Hans br. von Reibnitz Ida br. von Eickstedt                       | Frigyes hr. Szapáry de Muraszombat Maria Hedwig ks. Windisch-Grätz              | Frigyes hr. Szapáry de Muraszombat Maria Hedwig ks. Windisch-Grätz    | Frigyes hr. Szapáry de Muraszombat Maria Hedwig ks. Windisch-Grätz | Frigyes hr. Szapáry de Muraszombat Maria Hedwig ks. Windisch-Grätz |
| Rodzice                   | Günther Hubertus br. von Reibnitz Maria hr Szapáry de Muraszombat | Günther Hubertus br. von Reibnitz Maria hr Szapáry de Muraszombat | Günther Hubertus br. von Reibnitz Maria hr Szapáry de Muraszombat | Günther Hubertus br. von Reibnitz Maria hr Szapáry de Muraszombat | Günther Hubertus br. von Reibnitz Maria hr Szapáry de Muraszombat               | Günther Hubertus br. von Reibnitz Maria hr Szapáry de Muraszombat     | Günther Hubertus br. von Reibnitz Maria hr Szapáry de Muraszombat  | Günther Hubertus br. von Reibnitz Maria hr Szapáry de Muraszombat  |
| księżna Michałowa z Kentu |                                                                   |                                                                   |                                                                   |                                                                   |                                                                                 |                                                                       |                                                                    |                                                                    |